# Molly Stevens
Molly Stevens FREng é uma biomédica britânica. É professora de Biomedical Materials and Regenerative Medicine e diretora de pesquisa de Ciências de Materiais Biomédicos do Instituto de Engenharia Biomédica do Imperial College London. Em 2013 apresentou a Woolmer Lecture do Institute of Physics and Engineering in Medicine.
Graduada na Universidade de Bath com honrar de primeira classe em ciências farmacêuticas e obteve um doutorado na Universidade de Nottingham em 2000. Em seguida foi para o Instituto de Tecnologia de Massachusetts antes de integrar o corpo docente do Imperial College em 2004.
Em 2010 recebeu o prêmio por criatividade em ciência dos polímeros da União Internacional de Química Pura e Aplicada (em inglês:  International Union of Pure and Applied Chemistry - IUPAC), a Medalha Rosenhain do Institute of Materials, Minerals and Mining e o Prêmio Norman Heatley por pesquisa interdisciplinar da Royal Society of Chemistry.
Recebeu a Medalha Corday–Morgan de 2014.